# Emanuela Fasoli
Emanuela Fasoli (1952) è un'ex sciatrice alpina italiana.

## Biografia
Sciatrice polivalente originaria di Lecco, Emanuela Fasoli vinse la medaglia di bronzo nella discesa libera ai Campionati italiani 1972 e l'anno dopo ai Mondiali di Sankt Moritz 1974, sua unica presenza iridata, si classificò 29ª nello slalom gigante; in Coppa del Mondo ottenne un solo piazzamento, il 31 gennaio 1975 a Chamonix in discesa libera (37ª). Non prese parte a rassegne olimpiche.

## Palmarès

### Campionati italiani
- 1 medaglia[2]:
  - 1 bronzo (discesa libera nel 1972)